# Ama Ata Aidoo
Ama Ata Aidoo (1942 - 31 de maio de 2023) foi uma poeta, novelista e contista ganêsa. Sua carreira na literatura iniciou ainda no período de graduação na Universidade de Gana, em 1964, com The Dilemma of a Ghost. A obra de Aidoo tem uma atenção consistente às questões de género, como também mantém um engajamento com a história da África e Gana em seu enfrentamento da opressão colonial.
Sua segunda novela, Our Sister Killjoy, recebeu o Commonwealth Writers’ Prize de 1992.

## Publicações selecionadas
- The Dilemma of a Ghost (roteiro), Accra: Longman, 1965. Nova York: Macmillan, 1971.[4][5][6]
- Anowa (eça baseada em uma lenda de Ghanaian), Londres: Longman, 1970. Nova York: Humanities Press, 1970.[7]
- No Sweetness Here: A Collection of Short Stories, Londres: Longman, 1970. Nova York: Doubleday.[8][9]
- Our Sister Killjoy: or Reflections from a Black-eyed Squint (romance), Longman, 1977.[10]
- Someone Talking to Sometime (coleção de poesia), Harare: College Press, 1986.[9][11]
- The Eagle and the Chickens and Other Stories (para crianças), Enugu: Tana Press, 1986.[9]
- Birds and Other Poems, Harare: College Press, 1987.[11]
- An Angry Letter in January (poemas), Coventry: Dangaroo Press, 1992, ISSN 0106-5734[12]
- Changes: A Love Story (romance), Londres: The Women's Press, 1991. Nova York: Feminist Press at the City University of Nova York, 1993.[13]
- The Girl Who Can and Other Stories, Accra: Sub-Saharan Publishers, ISBN 978-0435910136; Série Escritores Africanos Heinemann, 1997.
- Diplomatic Pounds & Other Stories, Ayebia Clarke Publishing, 2012, ISBN 978-0956240194.

### Como editor
- African Love Stories: An Anthology, Ayebia Clarke Publishing, 2006. ISBN 978-0-9547023-6-6.